# Gwendolyn Peak
Der Gwendolyn Peak ist ein 1232 m hoher Berg im Süden der Adelaide-Insel westlich der Antarktischen Halbinsel. Er ragt im Norden der Princess Royal Range westlich des Rose Bluff auf.
Die Benennung des Bergs geht auf Personal des British Antarctic Survey auf der Rothera-Station in den 1990er Jahren zurück. Die Namensgeberin ist nicht überliefert.